# Rothertshausen
Rothertshausen ist ein Ortsteil der Gemeinde Neuenkirchen im niedersächsischen Landkreis Osnabrück. Die ehemals selbstständige Gemeinde wurde 1972 in die neue Einheitsgemeinde Neuenkirchen eingemeindet.

## Geographie

### Lage
Rothertshausen befindet sich im südlichen Gemeindegebiet von Neuenkirchen im Grenzbereich zur Nordrhein-Westfälischen Gemeinde Recke.

### Vinter Moor
Der Ortsteil wurde zwischen 1914 und 1926 als Moorkolonie im niedersächsischen Teil des Vinter Moores angesiedelt.
In den folgenden Jahren wurde ein großer Teil des ehemals 50 km² großen Moores trockengelegt und kultiviert. Das Torfwerk „Vinter Torfindustrie“ baute bis Anfang der 1990er Jahre in Rothershausen Torf ab.
Der letzte verbliebene Moorrest im Bereich der Gemeinde Recke wird heute Recker Moor genannt und steht unter Naturschutz.

## Geschichte
Rothershausen wurde nach dem Landrat Hermann Rothert benannt. Zwischen 1926 und 1972 war Rothershausen eine selbstständige Gemeinde.